# Мартинус Велтман
Мартинус Велтман (на нидерландски: Martinus Veltman) е нидерландски физик, носител на Нобелова награда за физика за 1999 г. „за обясняването на квантовата структура на електрослабото взаимодействие във физиката“.

## Биография
Роден е на 27 юни 1931 г. във Валвейк, Нидерландия. Завършва Утрехтския университет, където по-късно става и преподавател.
Велтман е автор на фундаментални работи в областта на физиката на елементарните частици. Разработва компютърна програма, която показва, че при изчисленията много от най-проблемните аспекти на теорията на електрослабите взаимодействия се компенсират. От 1969 г. започва да с работи заедно с Герардус 'т Хоофт. През 1999 г. двамата получават Нобеловата награда за физика за създадения от тях математически модел на елементарните частици и фундаменталните взаимодействия.
Велтман е член на Нидерландската кралска академия на изкуствата и науките и чуждестранен член на Националната академия на науките на САЩ от 2000 г.